# Strzały w Dodge City
Strzały w Dodge City, (ang. Gunsmoke) – amerykański western, emitowany w latach 1952–1961 w radiu i w latach 1955–1975 w telewizji.
Twórcą programu był John Meston (zm. 1979). Serial doczekał się 635 odcinków. Do 27 września 2009 r. (nastąpiła wtedy premiera 21 sezonu The Simpsons) był to najdłużej emitowany serial w historii amerykańskiego pasma primetime. Akcja serialu rozgrywała się w Dodge City w stanie Kansas. W Polsce serial był wyświetlany pod tytułem Strzały w Dodge City.

## Obsada
Zestawienie obejmuje aktorów, którzy wystąpili łącznie w co najmniej 25 odcinkach Gunsmoke:
- James Arness jako Matt Dillon (wszystkie 635 odcinków)[3]
- Milburn Stone jako dr Adams (605)
- Amanda Blake jako Kitty Russell (569)
- Ken Curtis jako Festus Haggen/Frank Eaton (306)
- Dennis Weaver jako Chester (290)
- Glenn Strange jako Sam Noonan (206)
- Fred McDougall jako mieszczuch/barman/bywalec baru (204)
- Bert Madrid jako mieszczuch/barman/bywalec baru (191)
- Buck Taylor jako O'Brien/Leonard Parker (174)
- Ted Jordan jako Nathan Burke/Shiloh (129)
- John Breen jako mieszczuch/bywalec baru/kelner (105)
- Rudy Sooter jako mieszczuch/bywalec baru/Rudy (99)
- James Nusser jako Louie Pheeters/Dick/Crowe (80)
- Bert Rumsey jako barman Sam (75)
- Mathew McCue jako mieszczuch/Joe/kelner (71)
- Pete Kellett jako mieszczuch/awanturnik/sierżant (63)
- Clem Fuller jako Clem/mieszczuch/bywalec baru (62)
- Cactus Mack jako mieszczuch/bywalec baru/obserwator (57)
- Michael Jeffers jako mieszczuch/juror/bywalec baru (57)
- Roger Ewing jako Thad Greenwood/Ben Lukens (52)
- Burt Reynolds jako Quint (50)
- Howard Culver jako Howie/recepcjonista w hotelu/Howard (49)
- George Selk jako Moss Grimmick (44)
- Michelle Breeze jako dziewczyna z saloonu/kobieta z miasteczka/sprzedawczyni (44)
- Dabbs Greer jako Mr. Jonas/Joe Bean (42)
- Rod McGaughy jako mieszczuch/bywalec baru/handlarz krów (39)
- Woody Chambliss jako Woody Lathrop/śpiewak (38)
- Hank Wise jako mieszczuch/Hank/kelner (36)
- Hank Patterson jako Hank Miller/Carl (35)
- Brick Sullivan jako barman/bywalec baru/cowboy (31)
- Charles Wagenheim jako Ed Halligan/Parson Mueller (29)
- Robert Brubaker jako Jim Buck/Floyd/barman (29)
- Shug Fisher jako Obie/barman/Mule Skinner (27)
- Bill Hart jako mieszczuch/awanturnik/członek gangu (27)
- Earl Parker jako mieszczuch/bywalec baru/cowboy (27).

W mniejszych rolach i epizodach wystąpili m.in.: Victor French, Harry Dean Stanton, George Kennedy, John Saxon, Tom Skerritt, Zalman King, Leonard Nimoy, Bruce Dern, Ellen Burstyn, Jon Voight, Wayne Rogers, Earl Holliman, Lee Van Cleef, Diane Ladd, Jodie Foster, Loretta Swit, Cloris Leachman, Pernell Roberts, Charles Bronson, John Drew Barrymore, Martin Landau, Kurt Russell, Robert Vaughn, William Smith, Dan Blocker, Katharine Ross, Dana Elcar, Harrison Ford, Michael Ansara, Aaron Spelling, Robert Culp, Angie Dickinson, Leslie Nielsen, Lee J. Cobb, Gary Busey, Robert Loggia, William Shatner, Bette Davis, Beau Bridges, Yaphet Kotto, David Soul, Cicely Tyson, Jan-Michael Vincent, Sam Elliott, Nick Nolte, Ron Howard, Richard Dreyfuss, Dennis Hopper, Richard Chamberlain, David Carradine, Jackie Coogan, Brion James, Melissa Gilbert.